# Канака (мифология)
Кана́ка (др.-греч. Κανάκη) — персонаж древнегреческой мифологии. 
Дочь повелителя ветров Эола, совершила прелюбодеяние со своим братом Макареем, отец убил её. Родила от него сына, которого Эол бросил на съедение зверям, сама Канака закололась.
Действующее лицо трагедии Еврипида «Эол, или Канака». Овидий сочинил письмо Канаки Макарею (Героиды XI).
Другой персонаж с тем же именем — дочь Эола и возлюбленная Посейдона, мать Гоплея.